# Parafia św. Anny w Święcanach
Parafia św. Anny w Święcanach − parafia rzymskokatolicka znajdująca się w diecezji rzeszowskiej w dekanacie Jasło Zachód. 
Dokładna data erygowania parafii nie jest znana, jej powstanie datuje się na XIV wiek. 
Kościół św. Anny w Święcanach – parafialny, został wybudowany z drewna w 1520 roku. 
Ponadto na terenie parafii znajdują się trzy kościoły filialne: 
- w Siepietnicy (wieś) – pw. Matki Bożej Częstochowskiej, poświęcony w 1974,
- na Przechodach (przysiółek) –  pw. Podwyższenia Krzyża Świętego, poświęcony w 1986,
- na Czerniance (przysiółek) – pw. Świętej Rodziny, poświęcony w 1984.

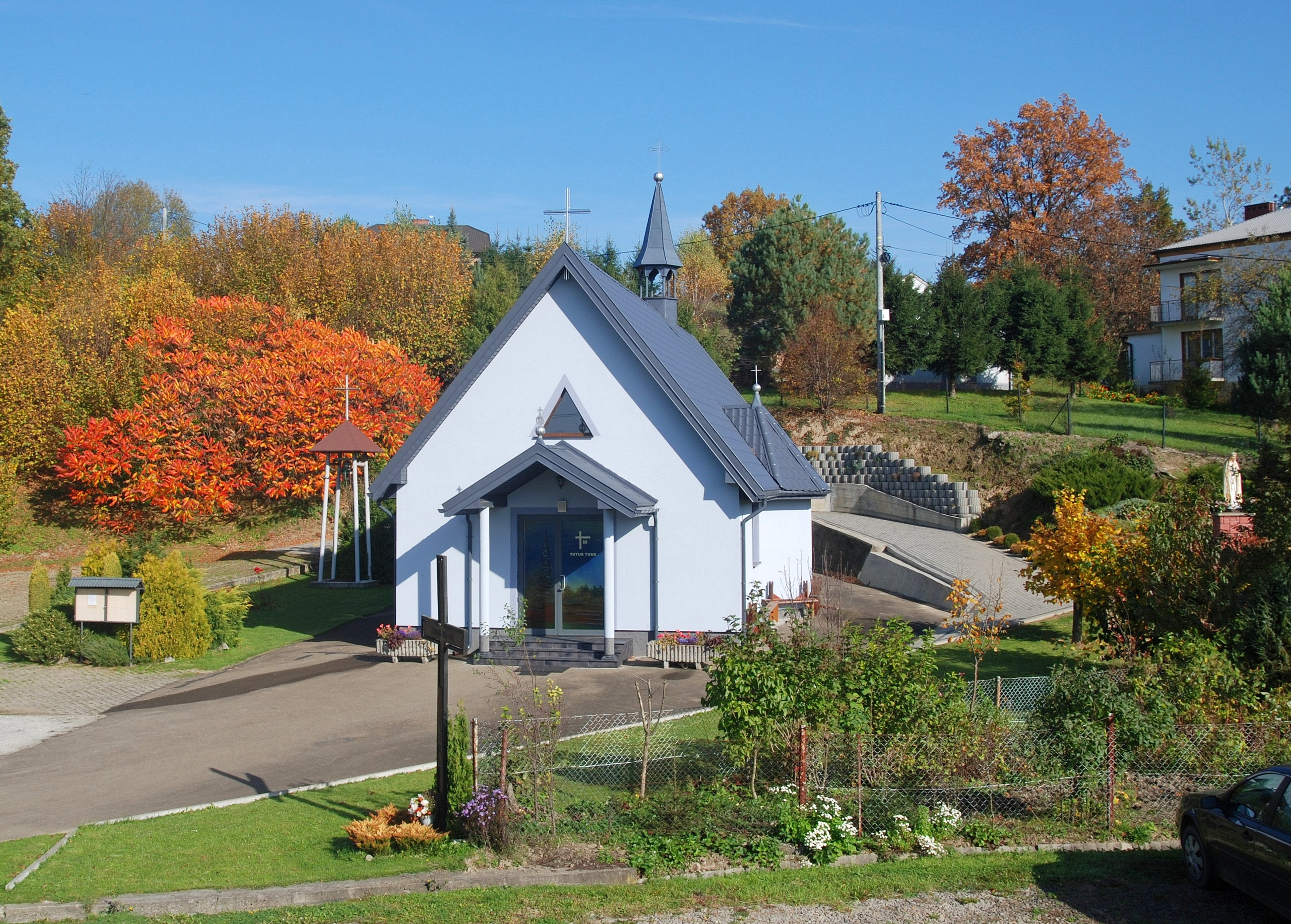
Siepietnica, kościół filialny MB Częstochowskiej
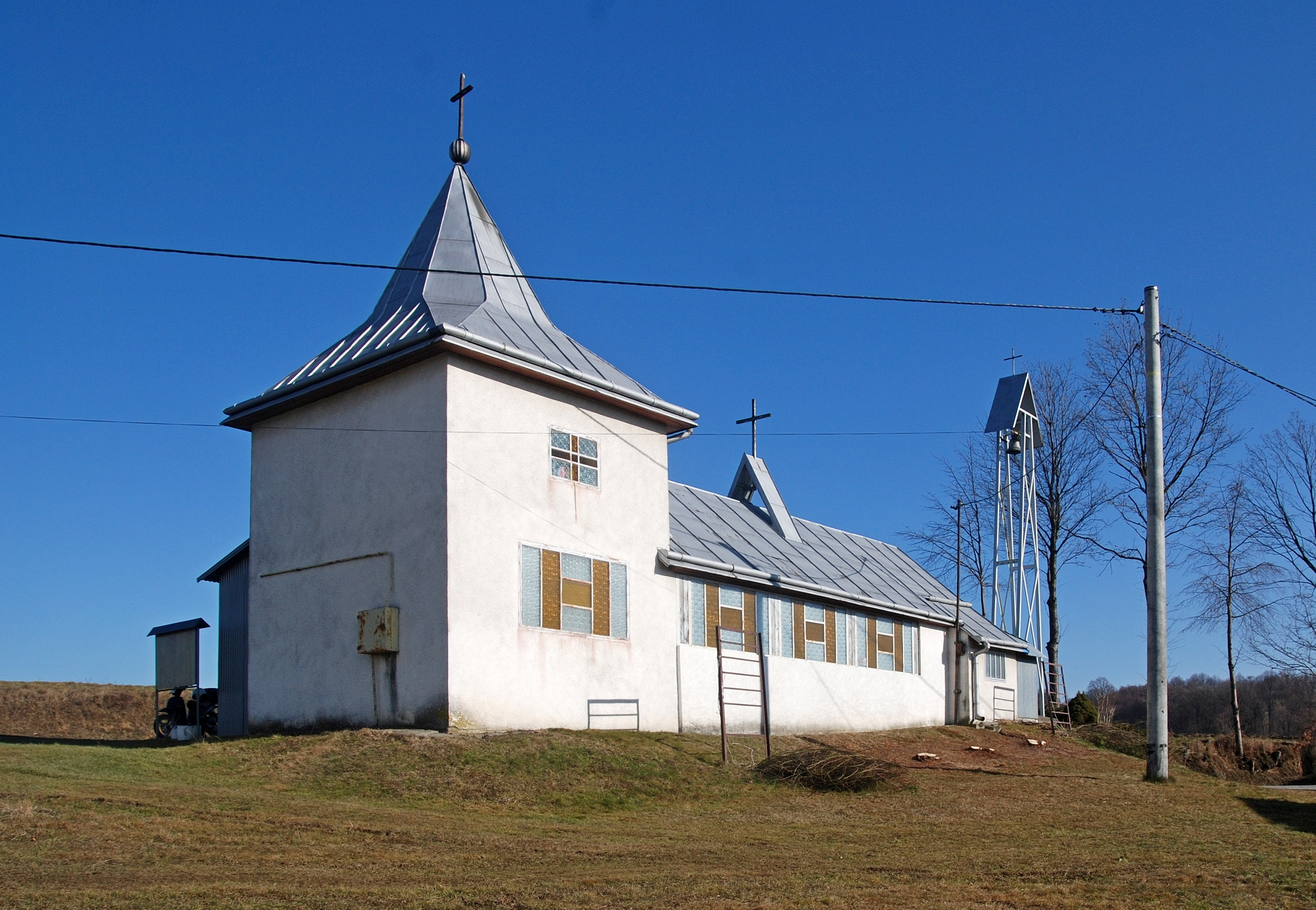
Czernianka, kościół filialny św. Rodziny
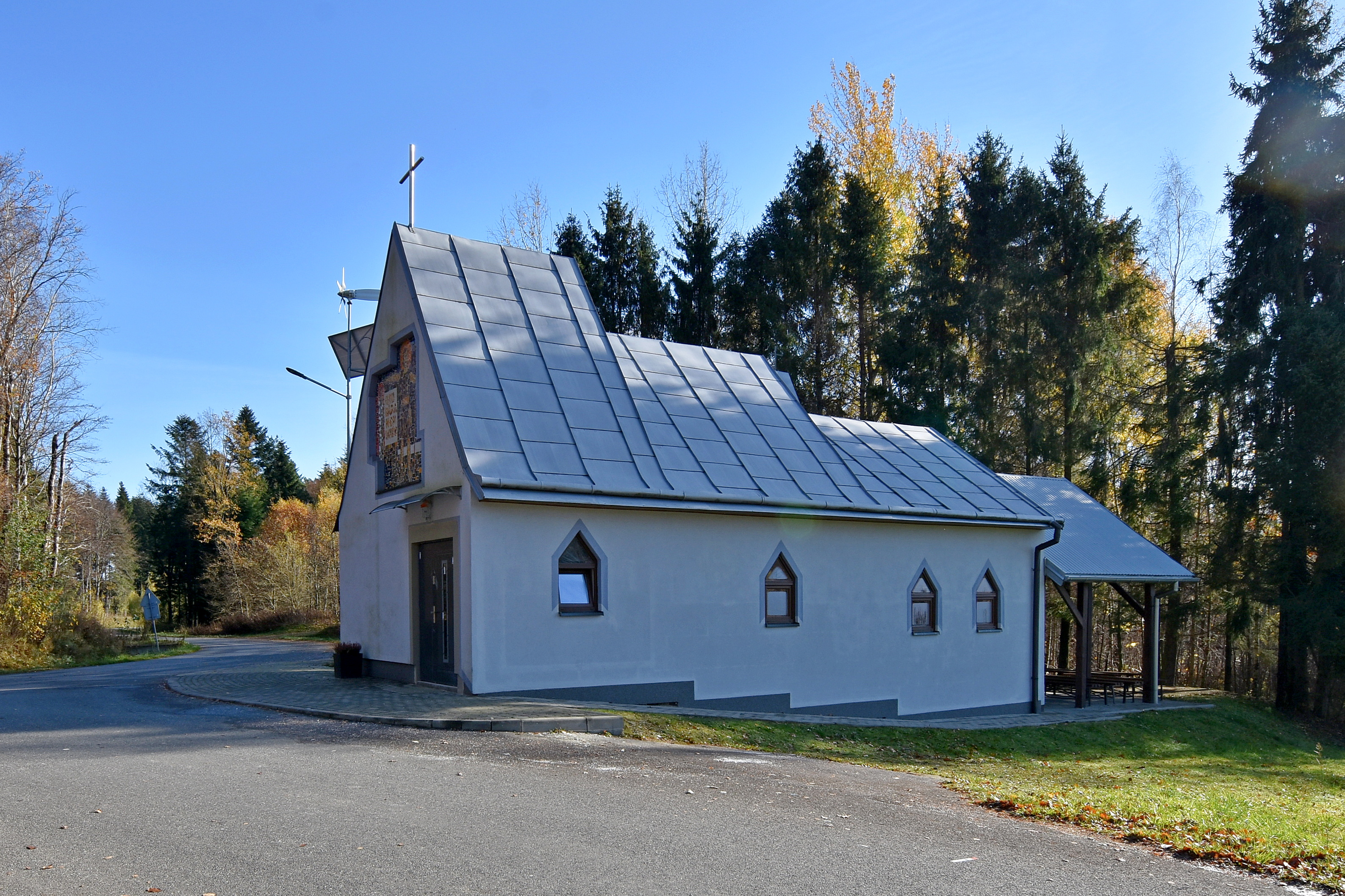
Przechody, kościół filialny Podwyższenia Krzyża Świętego
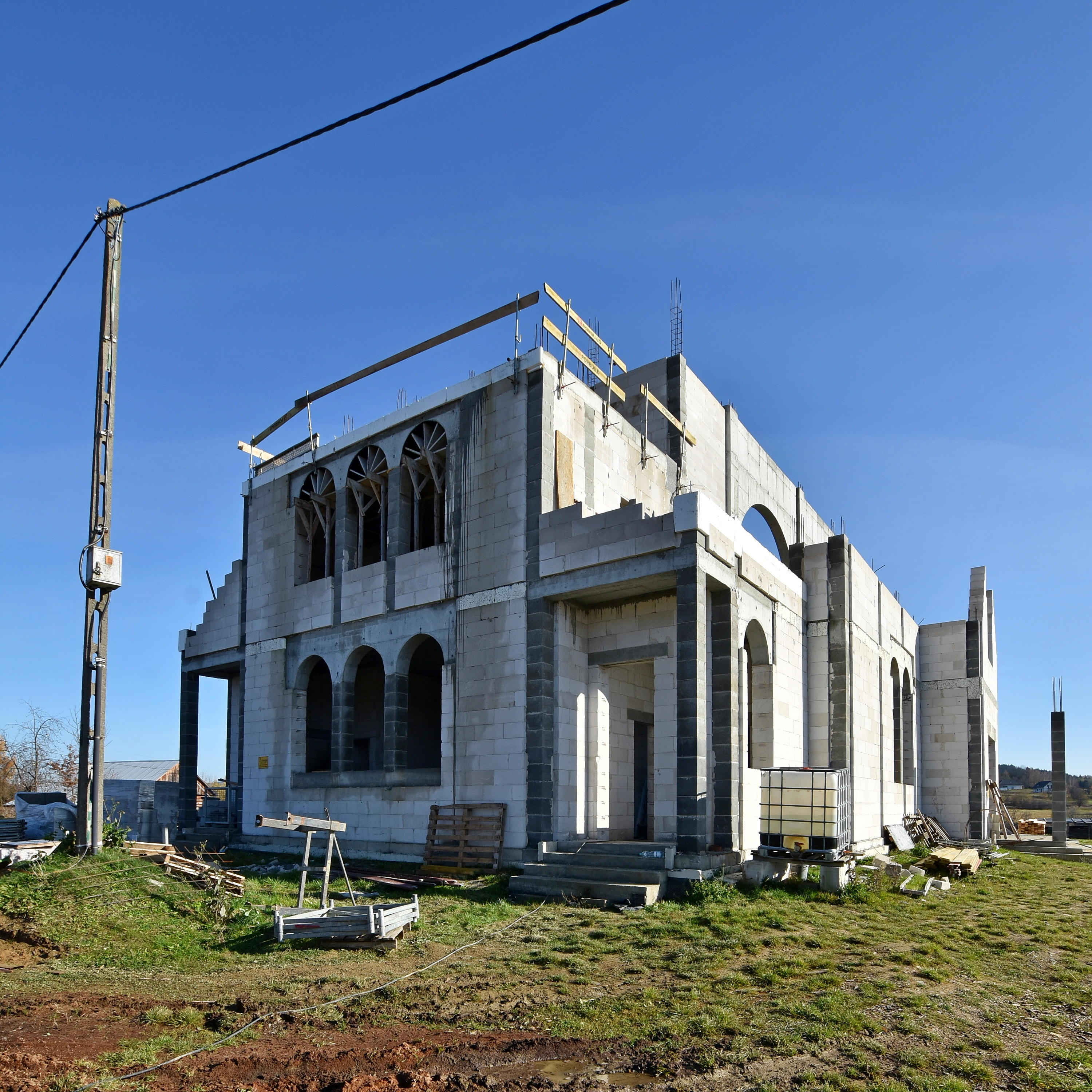
Święcany, nowy kościół